# Ángel Custodio Santavalla
Ángel Custodio Félix González Santavalla (España, c. 1748 - Mondoñedo, 15 de diciembre de 1804), más conocido como Ángel Custodio Santavalla, fue un compositor y maestro de capilla español.

## Vida
Se desconoce el origen de Santavalla; se tiene constancia de que durante su infancia recibió formación musical en la capilla de música de la Catedral de Tuy, donde probablemente estudió bajo la tutela del maestro Manuel Paradís. Las primeras referencias documentales sobre él datan de 1763, ya en su juventud y con la voz mudada, cuando se señala que había iniciado el aprendizaje del violín. En ese período, el cabildo le facilitó un instrumento y se envió un arco desde Madrid para su uso. Asimismo, en torno a esa misma época, comenzó su formación en órgano bajo la instrucción de Juan Antonio Basterra, primer organista de la Catedral.
El 16 de abril de 1769 falleció Manuel Paradís, maestro de capilla de la Catedral de Tuy, lo que llevó al cabildo a convocar un concurso de oposición para proveer la vacante. En la prueba participaron Juan Antonio Basterra y Bernardo Sanmillán y Martínez, este último maestro de capilla de la Catedral de Mondoñedo. Tras el proceso de selección, Basterra resultó ganador y asumió oficialmente el cargo el 31 de enero de 1770. Así quedaba vacante el cargo de organista que fue adjudicada a Santavalla el 19 de diciembre de ese mismo año, al presentarse como único aspirante en la oposición. Las actas capitulares registran que el candidato poseía «buenos principios para el órgano», lo que sugiere que sus conocimientos en la materia aún no eran avanzados. En consecuencia, se dispuso que el maestro de capilla supervisara su labor diariamente.
En un primer momento, la principal responsabilidad de Santavalla continuó siendo la interpretación del violín, si bien progresivamente asumió nuevas funciones, como la afinación del órgano. En 1774, con el objetivo de perfeccionar sus habilidades como organista, se trasladó a Madrid durante seis meses gracias a una beca otorgada por el cabildo de Tuy. Al año siguiente, se presentó a las oposiciones para el magisterio de la Catedral de León, vacante tras el fallecimiento de Pedro Furió; sin embargo, no obtuvo el puesto, que fue adjudicado a José Gargallo. En 1780, el cabildo aún le recordaba la necesidad de continuar tocando el violín y de encontrar una forma de compatibilizar sus responsabilidades como violinista y organista.
En 1781, Joaquín Lázaro, maestro de capilla de la Catedral de Mondoñedo, fue designado para el mismo cargo en la Catedral de Oviedo, dejando vacante su puesto. Santavalla asumió la posición, aunque el proceso exacto de su nombramiento es desconocido debido a una laguna documental en los archivos de Mondoñedo correspondientes a ese período. Se tiene constancia de que, en ese momento, ostentaba el grado de «clérigo de epístola» y, dado el procedimiento habitual de la época, es probable que su acceso al cargo se realizara mediante oposición. La escasez de referencias sobre su desempeño como maestro de capilla en Mondoñedo sugiere que su gestión transcurrió sin contratiempos significativos.
En abril de 1804 se registran las primeras referencias a la enfermedad del maestro Santavalla. Con el fin de recibir tratamiento, se le concedió un permiso para acudir a las aguas termales de Guitiriz, siendo temporalmente reemplazado por su discípulo, José Pacheco, quien de este modo inició su actividad en el magisterio musical.  Santavalla fallecía unos meses después, a «las 12 horas del 15 de diciembre de 1804. Se acordó que se le haga entierro después de las horas y con todos los honores que corresponde a su clase.»  En su testamento, designó como heredera universal a su hermana, quien lo había acompañado a lo largo de su vida, legándole su «escaso caudal, corto por sus continuas indisposiciones.»

## Obra
La producción musical de Ángel Custodio Santavalla abarca principalmente repertorio sacro, incluyendo misas, cánticos, lamentaciones, salmos y villancicos. Su obra refleja la transición entre el estilo antiguo y el nuevo clasicismo, con una mayor riqueza instrumental y un uso más elaborado de las voces. Durante su estancia en Madrid, Santavalla entró en contacto con compositores de su tiempo, como Melchor López Jiménez, con quien compartió influencias y recursos estilísticos. Su música destaca por un mayor desarrollo orquestal y una aproximación más flexible al tratamiento de las voces, alejándose de la rigidez coral de sus predecesores. Su estilo compositivo, aunque anclado en la tradición sacra, comienza a mostrar signos de un lenguaje musical más decorativo y expresivo, tendencia que su discípulo y sucesor, José Pacheco, desarrollaría plenamente.
Las composiciones de Santavalla se conservan en el archivo de la Catedral de Mondoñedo, aunque muchas de ellas corresponden a su etapa en la Catedral de Tui. Entre sus obras más representativas se encuentran misas, como la Misa breve en Re, la Misa ligera en Sol (1775) y la Misa en Fa (1793), así como cánticos como el Magnificat (1777, 1782) y lamentaciones como Et egressus est (1783). También destacan sus salmos, entre ellos Dixit Dominus (1777, 1782) y Beatus vir (1770).